# ADEN (Kanone)

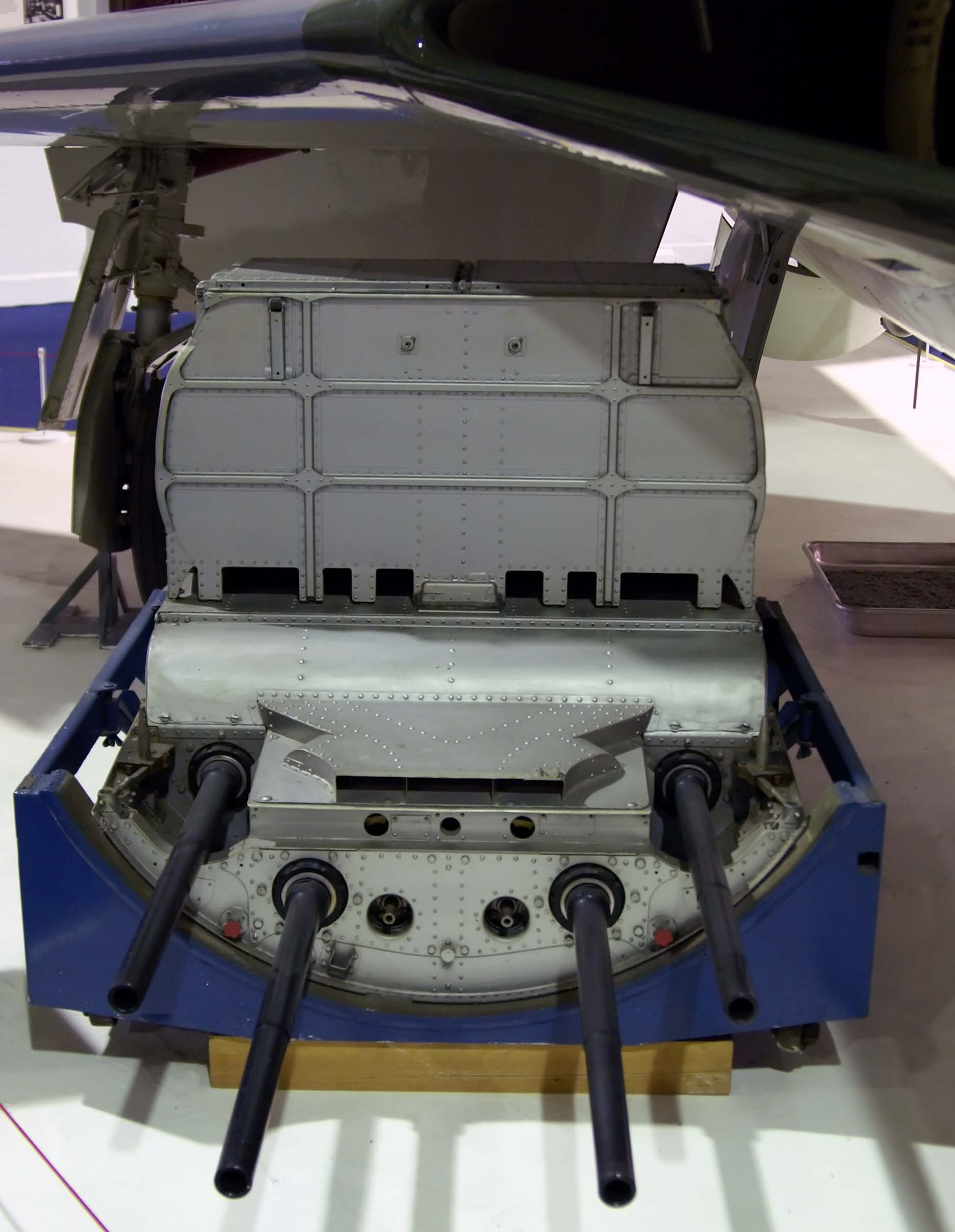
Vierlings-ADEN einer Hawker Hunter

Die Royal Small Arms Factory ADEN ist eine 30-mm-Revolverkanone für Kampfflugzeuge, insbesondere für die der britischen Royal Air Force und des Fleet Air Arm. ADEN steht für Armament Development Establishment, wo die Waffe entworfen wurde, und den Londoner Stadtbezirk Enfield, wo sie von Royal Small Arms Factory produziert wurde.

## Entwicklung
Die Entwicklung der ADEN geht auf das Jahr 1940 zurück und sollte die ältere 20-mm-Bordkanone Hispano-Suiza HS.404 der britischen Kampfflugzeuge des Zweiten Weltkrieges ersetzen. Sie basiert wie die französische DEFA-Kanone und die US-amerikanische M39 auf dem im Zweiten Weltkrieg für die Luftwaffe projektierten deutschen Mauser MG 213C. Die ADEN wurde ab 1954 mit der Hawker Hunter in den Truppendienst eingeführt und war bis zur Einführung der Panavia Tornado in den 1980er-Jahren die Standardbewaffnung aller mit Bordwaffen ausgerüsteten britischen Kampfflugzeuge. Die ADEN ist weitgehend baugleich mit der französischen DEFA-Kanone, die die gleiche Munition verwendet.

## Varianten

### ADEN Mk 4
Die aktuelle Version ist die ADEN Mk 4. Obwohl die Mündungsgeschwindigkeit mit 741 m/s geringer ist als bei der Hispano mit 850 m/s, verursacht das erheblich schwerere Geschoss größeren Schaden. Auch hat die ADEN mit 1300 Schuss pro Minute eine höhere Kadenz.

### ADEN Mk 5
Die weiterentwickelte Version ADEN Mk 5 enthielt eine große Anzahl kleinerer Veränderungen, um sowohl die Zuverlässigkeit als auch die Kadenz auf 1500 bis 1700 Schuss pro Minute zu steigern. Es wurden jedoch keine neuen Kanonen gebaut, sondern die schon vorhandenen älteren Exemplare umgerüstet und in MK 5 Straden umbenannt. Die Revolverkanone verfügt über eine 5-Kammer-Munitionszuführung, die über einen zerlegbaren Gurt beschickt wird.

### ADEN 25
Die ADEN Mk 5 war die Basis für die geplante  ADEN 25. Mit 2,29 m Länge und einem Gewicht von 92 kg sollte sie größer und schwerer werden als ihr Vorgänger. Als Munition sollte die neue 25-mm-NATO-Munition mit sehr viel höherer Mündungsgeschwindigkeit von 1050 m/s zum Einsatz kommen. Mit der leichteren Patrone erhöhte sich auch die Kadenz auf 1650 bis 1850 Schuss pro Minute. Es ergaben sich jedoch einige Entwicklungsprobleme, welche sich in einem zu hohen Gewicht der Waffe äußerten. Das Programm wurde 1999 abgebrochen. In der Folge erhielten die RAF-Harrier GR.7 und GR.9 keine Bordkanonen, da auch die alten 30-mm-ADEN-Kanonen nicht mehr eingebaut wurden. Die Sea Harrier des Fleet Air Arm behielten ihre 30-mm-Kanonen bis zu ihrer Ausmusterung im Jahr 2006.

### ADEN 30
Die Kampfflugzeuge English Electric Lightning, Folland Gnat, Hawker Hunter, Gloster Javelin, Saab 32 Lansen, Saab 35 Draken, Supermarine Scimitar und die australische Version der F-86 Sabre erhielten die ADEN 30 als Bordwaffe. Es existieren verschiedene Waffenbehälter, beispielsweise der Unterrumpfbehälter der britischen Hawker Siddeley Harrier, AV-8A/C-Harrier des United States Marine Corps und Sea Harriers.

### FFV ADEN
In einem Behälter eingebaut für schwedische Kampfflugzeuge ist die FFV ADEN, welcher unter anderem mit der BAE Hawk genutzt wird. Der Waffenbehälter FFV ADEN besteht aus der Kanone und 150 Schuss Munition in einem 3,85 Meter langen und 364 kg schweren Gehäuse.

## Technische Daten
- Typ: einläufige Revolverkanone
- Kaliber: 30 × 113 mm B
- Funktion: Trommelrevolver
- Länge: 1,59 m
- Gewicht (komplett): 87,1 kg
- Kadenz: 1200–1700 Schuss pro Minute
- Mündungsgeschwindigkeit: 741 m/s
- Geschossgewicht: 220 g